# Уоллоп, Джерард, 9-й граф Портсмут
Джерард Вернон Уоллоп, 9-й граф Портсмут (англ. Gerard Vernon Wallop, 9th Earl of Portsmouth; 16 мая 1898 — 28 сентября 1984) — британский землевладелец, писатель и политик. Он носил титул учтивости — виконт Лимингтон с 1925 по 1943 год.

## Ранняя жизнь
Родился 16 мая 1898 года Чикаго, штат Иллинойс, США. Старший сын Оливера Генри Уоллпола, 8-го графа Портсмута (1861—1943), и Маргариты Уокер (? — 1938). Его отец переехал в Вайоминг, где он был владельцем ранчо и служил в Законодательном собрании штата Вайоминг. После смерти двух своих старших братьев Оливер Уоллоп стал 8-м графом Портсмутом и отказался от американского гражданства, чтобы заседать в Палате лордов. Джерард вырос недалеко от Шеридана, штат Вайоминг, США, где его родители занимались сельским хозяйством. Он получил образование в Англии, в Фарнборо, в Винчестерском колледже и в Бэллиол-колледже в Оксфорде. Затем он занимался сельским хозяйством в Фарли Уоллопе в Хэмпшире.
Джеральд Уоллоп был назначен временным подпоручиком в резервный 2-й лейб-гвардии полк в январе 1917 года , был переведен в гвардейский пулеметный полк в мае 1918 года, и получил чин временного лейтенанта в июле 1918 года.

## Политика
Лорд Лимингтон, член консервативной партии, заседал в Палате общин Великобритании от избирательного округа Бейзингсток с 1929 по 1934 год. Он состоял в Лиге защиты Индии, империалистической группе консерваторов вокруг Уинстона Черчилля, и предпринял для них исследовательскую миссию в Индию.

## Статьи Ньютона
В 1936 году он отправил на аукцион Sotheby’s большую коллекцию неопубликованных работ Исаака Ньютона, известную как «Портсмутские документы». Они были в семье около двух столетий, так как более ранний виконт Лимингтон женился на внучатой племяннице Ньютона.
Эта продажа стала случаем, когда религиозные и алхимические интересы Ньютона стали широко известны. Разбитые на большое количество отдельных лотов, насчитывающих несколько сотен, они были распроданы. Джон Мейнард Кейнс приобрел много значительных лотов. Богословские труды в больших количествах покупал Авраам Яхуда. Другим покупателем стал Эммануэль Фабиус, дилер в Париже.

## Правые группы
Джерард Уоллоп был членом общества «English Mistery», основанного в 1930 году Уильямом Сандерсоном. Это была консервативная группа, взгляды которой соответствовали его собственным монархическим и сельским взглядам.
После раскола в Mistery оставил Джерард Уоллоп возглавил English Array. Он действовал с 1936 года до первых месяцев Второй мировой войны и выступал за «возвращение на землю». В его состав входили Артур Честертон, Джон Фуллер, Рольф Гардинер, достопочтенный Ричард де Грей, Хардвик Холдернесс, Энтони Людовичи, Джон де Руцен, и Реджинальд Дорман-Смит. Его описывают как «более конкретно пронацистский», чем «Mistery». Голод в Англии (1938 г.) виконта Лимингтона был сельскохозяйственным манифестом, но основывался на расовом подтексте городской иммиграции. Использование Лимингтоном парламентских вопросов было обвинено в нежелании британского правительства принимать беженцев.
Он редактировал журнал New Pioneer с 1938 по 1940 год, сотрудничая с Джоном Уорбертоном Беккетом и Артуром Честертоном. Надвигающаяся война в Европе привела к тому, что в 1938 году он вместе с Уильямом Джойсом основал Британский совет против европейских обязательств. Он вступил в Британскую народную партию в 1943 году. English Array не была закрыта, как другие правые организации в годы войны, но находилась под официальным подозрением и мало проявляла активности.

## Органическое движение
Джеральд Уоллоп был одним из первых сторонников органического земледелия в Великобритании. Его описывают как «центральную фигуру в объединении органического движения в 1930-х и 1940-х годах».
Он основал «Родство в земледелии» вместе с Рольфом Гардинером, предшественником Почвенной ассоциации.

## Семья и личная жизнь
Он был дважды женат. 31 июля 1920 года он женился на Мэри Лоуренс Пост (? — 6 августа 1964), дочери Уолдрона Кинтцинга Поста-Старшего и Мэри Лоуренс, урожденной Перкинс. Супруги развелись в 1936 году. У них было двое детей:
- Оливер Кинцинг Уоллоп, виконт Лимингтон (14 января 1923 — 5 июня 1984), женился в 1952 году первым браком на Морин Стэнли, дочери подполковника Кеннета Бриджеса Стэнли (развод в 1954 году). В 1954 году женился вторым браком на Рут Вайолет Слейден, дочери бригадного генерала Джеральда Кэрью Слейдена и Мейбл Урсулы Орр-Юинг. В 1974 году в третий раз женился на Джулии Огден, дочери Уильяма Грэма Огдена. У него было трое детей от второго брака:
  - Квентин Уоллоп, 10-й граф Портсмут (род. 25 июля 1954), преемник деда.
- Леди Энн Камилла Эвелин Уоллоп (12 июля 1925 — 25 января 2023)[18], в 1944 году она вышла замуж за лорда Руперта Невилла, младшего сына Гая Ларнака-Невилла, 4-го маркиза Абергавенни.

14 августа 1936 года он женился вторым браком на Бриджит Кори Крохан (24 декабря 1911 — 15 декабря 1979), дочери капитана Патрика Бермингема Крохана, и Барбары Кори. У супругов было трое детей:
- Леди Филиппа Дороти Блют Уоллоп (21 августа 1937 — 31 августа 1984), в 1963 году вышедшая замуж за Чарльза Кадогана, виконта Челси[19]
- Леди Джейн Алианора Борлейс Уоллоп (24 февраля 1939 — 30 ноября 2021)
- Достопочтенный Николас Валойнс Бермингем Уоллоп (род. 14 июля 1946), в 1969 году женился на Лавинии Кармель, от брака с которой у него двое детей.

Джерард Уоллоп унаследовал титул графа Портсмута в 1943 году после смерти своего отца Оливера.
После войны он переехал в Кению, где прожил почти 30 лет. Его место в Фарли-хаусе с 1953 года сдавалось в аренду под подготовительную школу.
Старший сын графа, Оливер, умер раньше него. После его смерти в 1984 году титул перешел к его внуку Квентину.

## Труды
- Spring Song of Iscariot (Black Sun Press, 1929) poem, as Lord Lymington
- Ich Dien — the Tory Path (1931) as Lord Lymington
- Famine in England (1938)
- Alternative to Death (1943)
- A Knot of Roots (1965) autobiography